# Macaca silenus
O macaco-cauda-de-leão (Macaca silenus), é um Macaco do Velho Mundo da subfamília Cercopithecinae e gênero Macaca, endêmico dos Gates Ocidentais, na Índia do Sul.

## Descrição

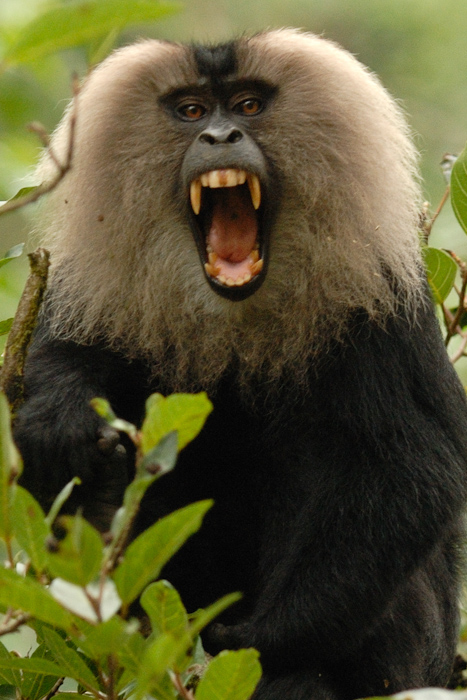
Macho exibindo seus caninos

O pelo do macaco-cauda-de-leão é preto. Possui uma juba de cor cinzenta-prateada caraterística, que cobre todo o redor da face, dando a este primata, o nome popular em alemão: Bartaffe - ou "grande macaco barbado".A face é sem pelos e de cor preta. O comprimento do corpo é entre 41 e 62 cm e pesa entre 2 e 10 kg. A cauda é de porte médio, tendo até 25 cm, e possui um tufo preto na ponta, similar à cauda de um leão. Esse tufo na cauda é mais desenvolvido nos machos.
A gestação é de aproximadamente seis meses e o filhote é cuidado por cerca de um ano. A maturidade sexual é alcançada com quatro anos, pelas fêmeas, e seis anos pelos machos. A expectativa de vida em liberdade é de aproximadamente 20 anos, mas em cativeiro podem viver até 30 anos.

## Ecologia e comportamento
É um animal diurno que habita florestas chuvosas. É um bom escalador e passa a maior parte do tempo na copa das árvores, na floresta ombrófila densa. Ao contrário de outros do mesmo gênero, evita seres humanos. O comportamento dentro do grupo é como de outros do gênero Macaca: são grupos com hierarquia, com 10 a 20 animais, que consistem de poucos machos para muitas fêmeas. São territoriais, e defendem o território com vocalizações.

### Dieta
Se alimentam de frutos, e mantêm grandes distância entre os indivíduos enquanto se alimenta, e gastam bastante tempo do dia forrageando e se alimentando. Ingere principalmente frutos, folhas, insetos, e pequenos vertebrados em florestas primárias, mas podem se adaptar a áreas perturbadas pelo homem, como corte seletivo de madeira, mudando as escolhas na hora de se alimentar.

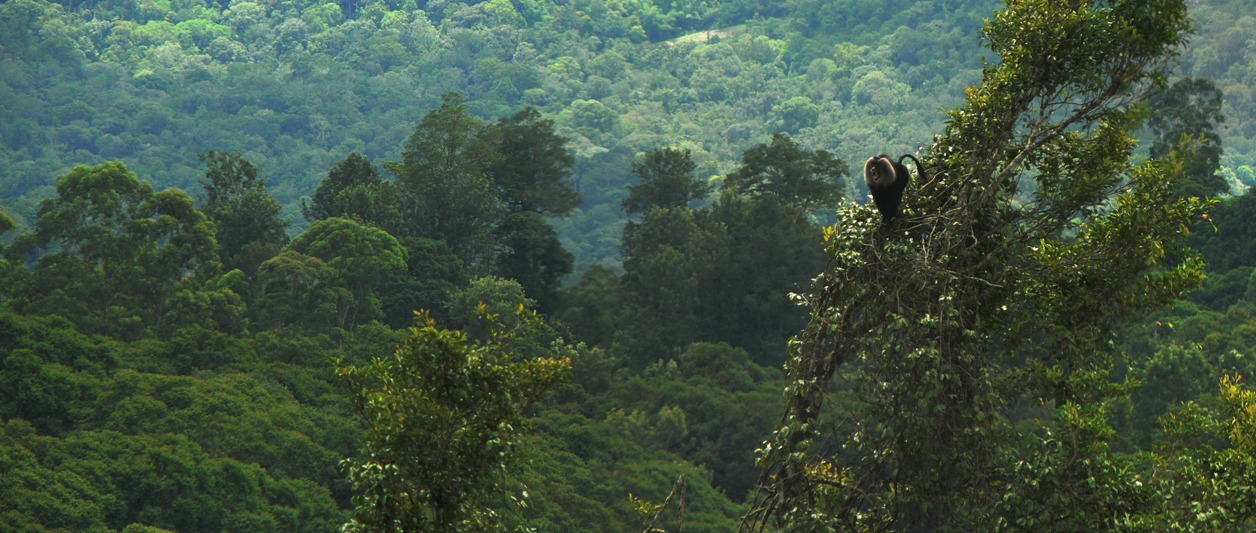
M. silenus nas Colinas Anamalai

## Conservação
Um recente trabalho da IUCN reporta que existem entre 3000 e 3500 animais vivendo em áreas isoladas de Karnataka, Kerala e Tamil Nadu. É um dos mais primatas mais ameaçados e raros do mundo. Sua distribuição geográfica foi se tornando fragmentada por conta da expansão da agricultura de chá, café e cinchona, construção de represas para irrigação e geração de energia, e surgimento de assentamentos humanos. Não se alimentam ou vivem em plantações. Destruição de seu habitat e sua evitação da proximidade com humanos levou a uma rápida diminuição das populações.
Entre 1977 e 1980, a preocupação pública a cerca do estado de conservação da espécie tornou-se foco da associação Save Silent Valley. Entre 1993 e 1996, 14 grupos foram observados no Parque Nacional Silent Valley, Kerala, um dos habitats menos perturbados pelo homem.
Uma população autossustentável de 32 grupos ocorre em A self-sustainable single population of 32 groups of lion-tailed macaques occurred in Sirsi-Honnavara, Karnataka, a população mais ao norte conhecida da espécie.  Um censo local concluído em 2007, conduzido no Distrito de Theni de Tamil Nadu, estimou cerca de 250 indivíduos, o que foi encorajador, já que pensava-se que não havia nenhum indivíduo da espécie no local.  Muitos zoológicos mantêm programas de reprodução que asseguram a sobrevivência da espécie. Cerca de 338 indivíduos vivem em zoológicos.